# Theroscopus coriaceus
Theroscopus coriaceus är en stekelart som beskrevs av Horstmann 1993. Theroscopus coriaceus ingår i släktet Theroscopus och familjen brokparasitsteklar. Inga underarter finns listade i Catalogue of Life.